# Ceropegia affinis
Ceropegia affinis är en oleanderväxtart som beskrevs av Wilhelm Vatke. Ceropegia affinis ingår i släktet Ceropegia och familjen oleanderväxter. Inga underarter finns listade i Catalogue of Life.